# Sonic Adventure
Sonic Adventure (ソニックアドベンチャー Sonikku Adobenchā?) är ett plattformsspel till Dreamcast, skapat av Segas utvecklingsstudio Sonic Team, som släpptes i Japan den 23 december 1998. Spelet fick en uppföljare, Sonic Adventure 2, som också släpptes till Dreamcast, i juni 2001.

## Banor
(Beroende på vilken karaktär man är i spelet.)
- Emerald Coast (Sonic, Big, Gamma)
- Windy Valley (Sonic, Tails, Gamma)
- Casinopolis (Sonic, Tails, Knuckles)
- Ice Cap (Sonic, Tails, Big)
- Sky Chase Act 1 (Sonic, Tails)
- Twinkle Park (Sonic, Amy, Big)
- Speed Highway (Sonic, Tails, Knuckles)
- Red Mountain (Sonic, Knuckles, Gamma)
- Sky Chase Act 2 (Sonic, Tails)
- Sky Deck (Sonic, Tails, Knuckles)
- Lost World (Sonic, Knuckles)
- Final Egg (Sonic, Amy, Gamma)
- Sand Hill (Tails)
- Hot Shelter (Amy, Big, Gamma)
- Twinkle Circuit (Sonic, Amy, Big)

## Världar
- Station Square
- Mystic Ruins
- Egg Carrier

## Karaktärer

### Spelbara karaktärer
- Sonic The Hedgehog
- Miles "Tails" Prower
- Knuckles the Echidna
- Amy Rose
- Big the Cat
- E-102 Gamma

### Upplåsbara karaktärer
- Super Sonic
- Metal Sonic